# Wat Kudi Dao
Wat Kudi Dao (in thai วัดกุฏีดาว, letteralmente: วัด= wat, กุฏี= dimora del monaco, ดาว= stella) è stato un tempio buddista di cui rimangono le rovine, situato nei pressi dell'antica città di Ayutthaya, in Thailandia. Si trova fuori dall'isola che costituisce il centro storico, in un sito che non fa parte del tradizionale circuito turistico, 1 km a nord-est della stazione ferroviaria. È considerato un classico esempio del tardo stile Ayutthaya.

## Storia

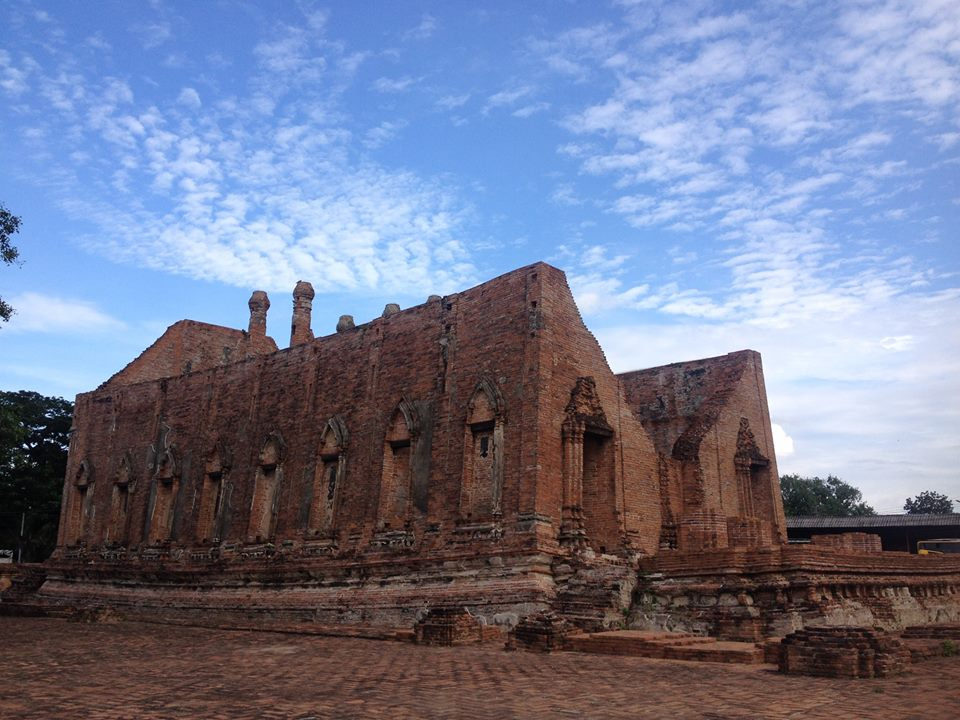
Il vihan

Diversi storici hanno concordato che sia stato eretto sul sito di un precedente tempio, e che questo sito possa corrispondere all'insediamento Dvaravati di Ayodaya, esistente prima della fondazione di Ayutthaya. È stato ipotizzato che sia stato costruito durante il regno di re Narai, anche se non è menzionato nelle cronache reali fino ai tempi di re Thai Sa, che regnò tra il 1709 e il 1733. Il primo riferimento a Wat Kudi Dao riporta che al suo interno fu ordinato monaco il principe Phon, il fratello di re Thai Sa, e che vi risiedeva il monaco di alto rango Phra Then Muni, il quale ebbe grande influenza sul giovane principe, che sarebbe diventato re con il nome Boromakot.

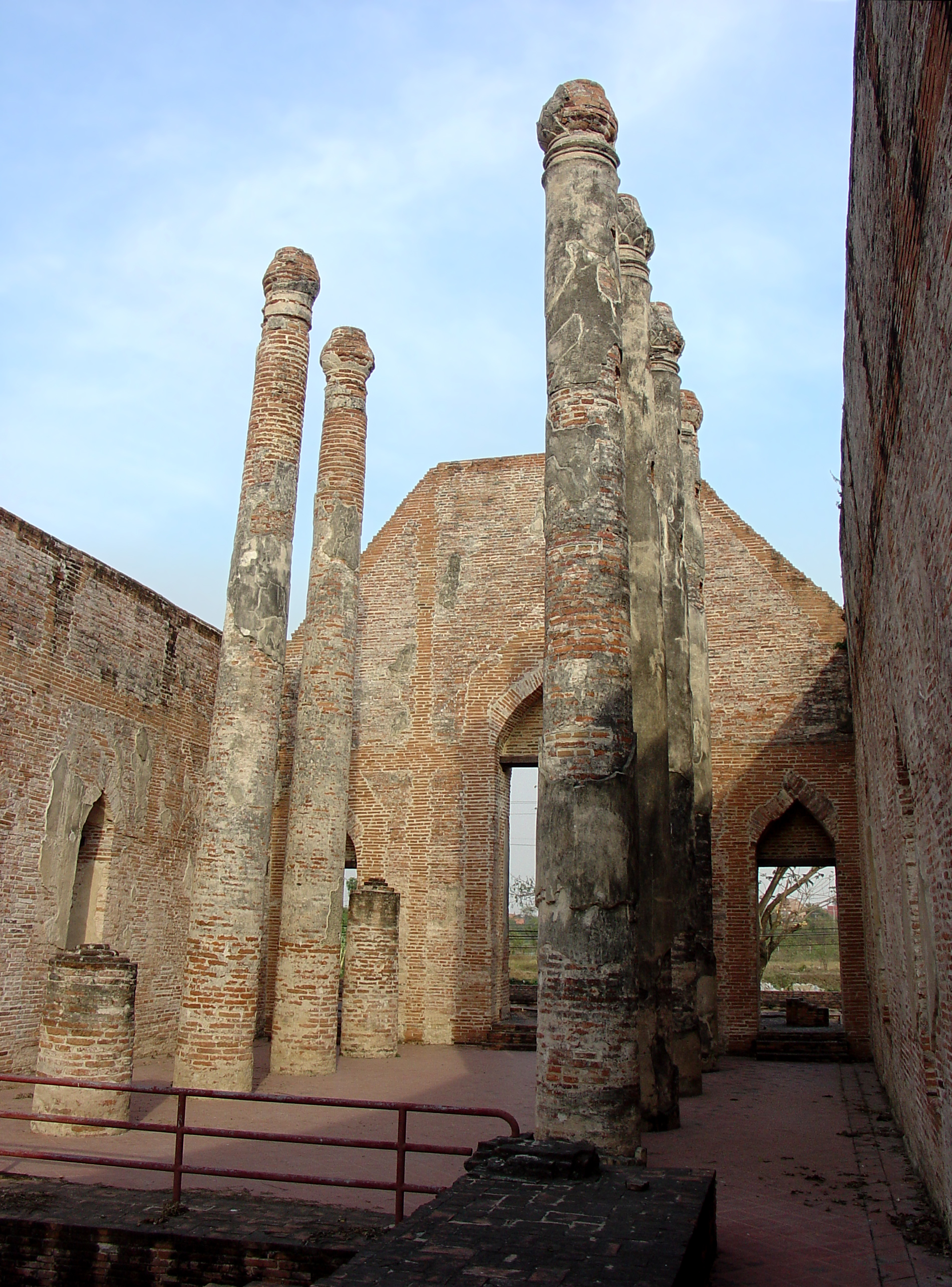
Interno del vihan

Phon divenne l'erede al trono con il titolo di Palazzo Davanti (Wang Na) e tra il 1711 e il 1715 fece ristrutturare il Wat Kudi Dao proprio di fronte al Wat Maheyong, fatto ingrandire e ristrutturare da Thai Sa. Phon fece costruire sul lato nord del wat la propria residenza, Tamnak Kammalian, un edificio a due piani con finestre ad arco.  La riapertura del wat fu celebrata con un festeggiamento durato 7 giorni.

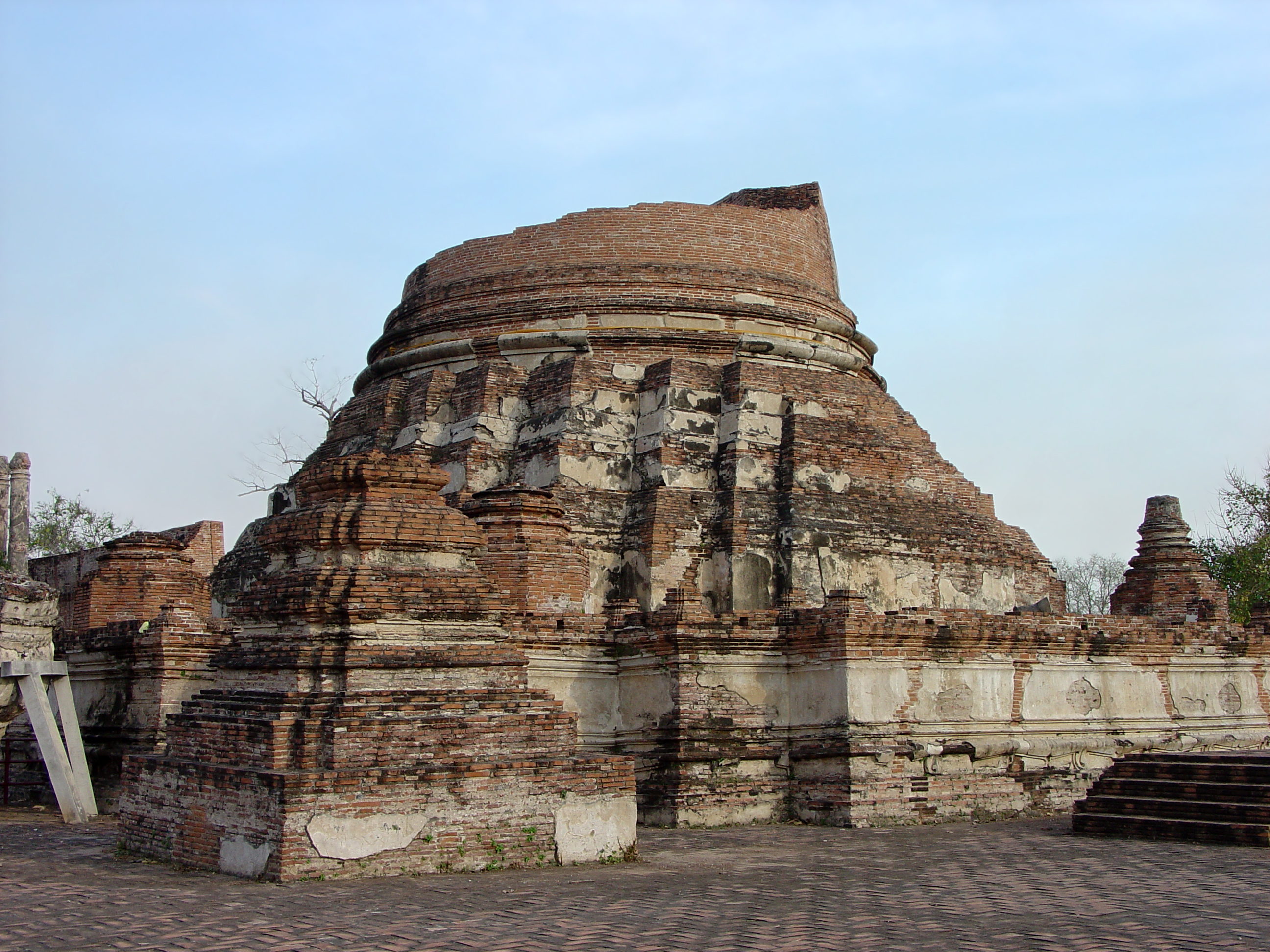
Chedi principale

Alla morte di Thai Sa nel 1733, Phon divenne re Boromakot e regnò fino alla morte, avvenuta nel 1758. Subito dopo si accese una disputa per la successione tra i due figli del sovrano: Uthumphon, che era salito al trono, e Ekathat, che come fratello maggiore ne contestava la nomina. La contesa fu appianata grazie all'intervento di cinque monaci tra cui lo stesso Thep Muni di Wat Kudi Dao. Uthumphon abdicò e si fece monaco nel vicino Wat Pradu Songtham, mentre Ekathat divenne re. Phra Thep Muni divenne il supremo e sacro monaco reale, fu spostato al Wat Na Phra Men ma subito dopo morì; nel giorno previsto per la sua cremazione era già cominciato l'assedio dei birmani ad Ayutthaya e la cerimonia non poté mai avere luogo. Nell'aprile del 1767 i birmani penetrarono nella città e la distrussero, ponendo fine al regno di Ayutthaya. Wat Kudi Dao fu a sua volta razziato di tutti i suoi oggetti e decorazione sacre e distrutto dai birmani. In tempi recenti il sito ha subito parziali restauri e recuperi.

## Descrizione

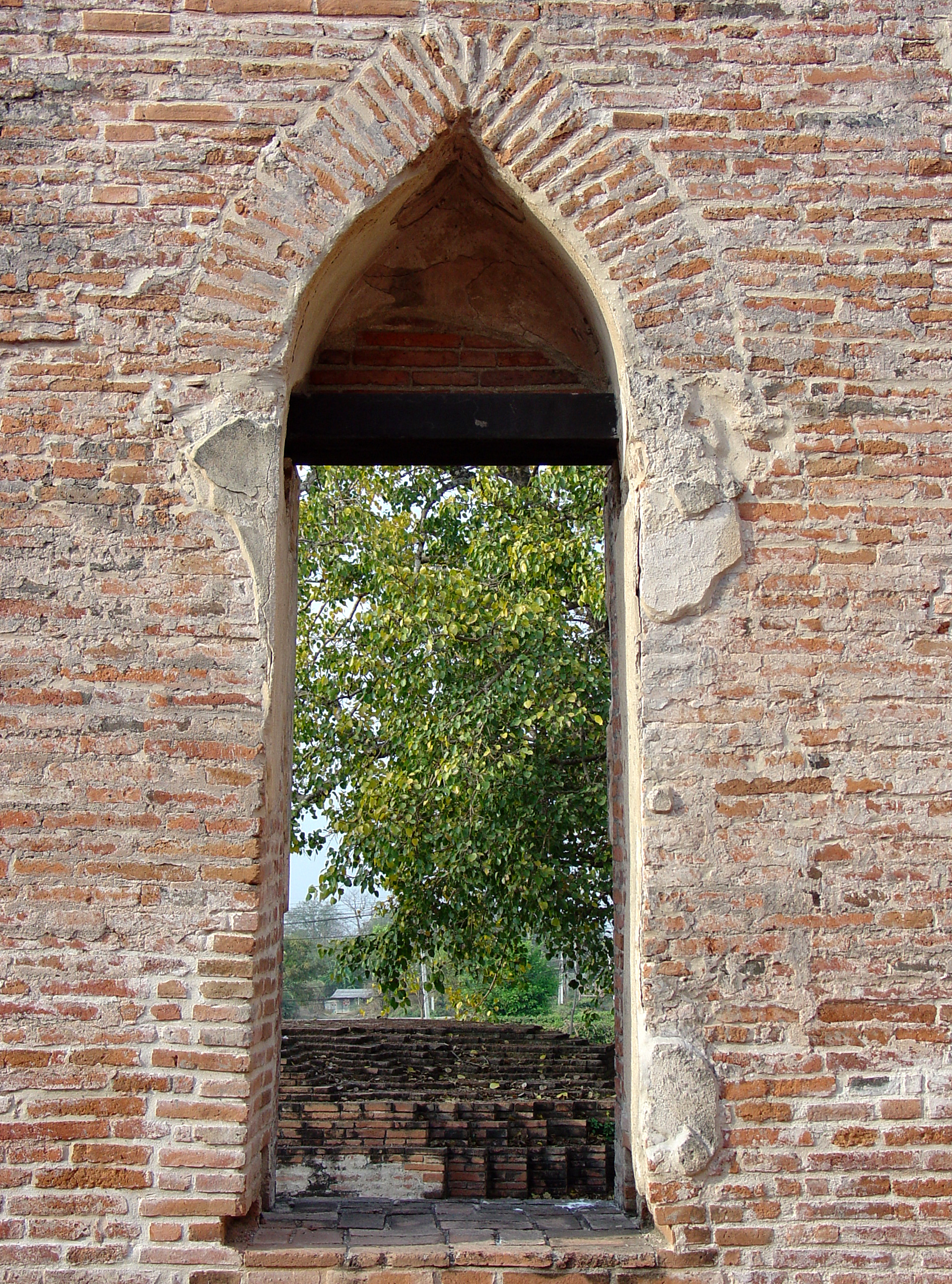
Finestra in stile islamico

Le costruzioni di maggiore interesse all'interno del sito sono:
- Quello che sembra essere l'ubosot è largo 15,4 m e lungo 27,8. La sua principale entrata è rivolta a est. Presenta 3 entrate, una sul davanti e due sulla parte posteriore. Si trova sul lato ovest del wat e presenta alte mura.
- Il viharn (sala delle immagini di Buddha e delle preghiere) è larga 14 metri e lunga 27. Presenta due entrate, una sul lato frontale e una su quello posteriore. Si trova subito dopo il portale di accesso al wat, le mura e le alte colonne al suo interno, con decorazioni di fiori di loto sui capitelli, sono intatte. Di fronte all'altare vi è una buca in cui veniva posta la sacra palla luk nimit. Sono visibili delle false finestre sulla muratura che erano in origine laccate di nero e rivestite di foglia oro. All'ingresso e sul retro vi sono tracce di un portico.[16]
- Il chedi principale è costruito in stile singalese a forma di campana con anelli concentrici nella parte inferiore, alla sua base vi è un'ampia piattaforma rialzata ed è circondato da 8 altri piccoli chedi e da balaustre. La parte superiore del chedi principale è crollata e si trova ai piedi della piattaforma.
- Il muretto che circonda il complesso a pianta rettangolare disposto sull'asse est-ovest e che misura 63 x 256 m.[9]
- L'edificio al di fuori del muretto chiamato Tumnak Kummalaen, residenza per il principe e futuro re Boromakot, presenta delle finestre i cui archi superiori risentono di un'evidente influenza dell'architettura islamica.